# GRB 090429B
GRB 090429Bは、りょうけん座の方向に発見されたガンマ線バーストである。

## 距離
GRB 090429Bは2012年現在、最も遠い場所で見つかったガンマ線バーストである。地球からの見かけの距離は132億光年離れており、宇宙誕生から5億年経った頃に発生した事にある。実際には宇宙空間が膨張しているので、それを考慮した距離は312億光年となる。これは、このバーストのわずか6日前に発見されたGRB 090423(z=8.2)より11億光年遠く、1億年古い事になる。
GRB 090429Bは、2009年4月29日発見当時で「最も遠い天体」になるはずであった。しかし、距離が確定し、発表されたのは2011年5月25日であった。そのため、本来はGRB 090429Bよりも近い距離にあるGRB 090423(z=8.2)とUDFy-38135539(z=8.55)がそれぞれ「最も遠い天体」となり、GRB 090429Bの距離が確定した頃にはUDFj-39546284(z=10.3)が発見されたため、「最も遠い天体」という称号がつく事はなくなった。しかし、GRB 090429Bは未だ「最も遠いガンマ線バースト」という称号は維持している。

## 観測
GRB 090429Bは、スウィフトによって5秒間のバーストが観測され、その後3時間以内にジェミニ天文台によって残光が観測された。ジェミニ天文台の画像では、宇宙空間を長距離移動した事により、可視光が水素によって吸収されたため、赤外線による際立った赤色の点として観測された。